# 国見温泉
国見温泉（くにみおんせん）は、岩手県岩手郡雫石町にある温泉。
旧・陸奥国（明治初期は陸中国）内の、秋田県（旧出羽国）との県境に近い、奥羽山脈のただ中にある秘湯。

## 泉質
- 含硫黄炭酸水素塩泉

色や油臭さで温泉とわかる濃い泉質で知られる。色は美しいエメラルドグリーンで、天候や日照によりレモン色、濃緑色などにも見える。東邦大学の分析によると、温泉に含まれる炭酸カルシウムと硫黄の微粒子がレイリー散乱で青く発色し、これに多硫化イオンの黄色が混ざる。その日の泉質・気象条件等の様々な条件により結晶の構造やサイズが異なり、色が変化する。 湯船には湯の花も大量に舞っている。飲泉可能だが、その味は非常に不味い事で有名。

## 歴史
発見年代は不明だが、江戸時代の元禄年間以前であるとも言われている。温泉地内に祀られている薬師普賢の石仏には文化5年(1808年)の年号が刻まれているものがあることから、文化年間にはその名が知られていたと思われる。開湯当初は南部藩の湯治場であった。
文政9年(1826年)の記録によれば、この温泉は一度浴して百病治ると伝えられる名湯で、旧暦の4月中旬より7月下旬まで湯治客で賑わっていた。湯の味は苦く混じって塩をはやしており、天候によって湯の色が変わる。天気の良い朝は白く、日中は黄色、夕暮れには藍色になる。雨天の日には黒く、人の体も黒く染まると言われ、女人や魚にも効き目があるが、鳥類は忌むといわれていた。

## 温泉地
十和田八幡平国立公園内の標高850メートルの山中に位置し、旅館は「森山荘」と日本秘湯を守る会にも属する「石塚旅館」の2軒が存在する。どちらも自炊部も存在する湯治場である。雫石町営の宿泊・日帰り入浴施設「国見山荘」も存在する。秋田駒ヶ岳の登山口の一つで、行き帰りの利用客も多い。秋田駒山頂まで約2時間半。

## アクセス
- 車 : 東北自動車道盛岡ICより国道46号、岩手県道266号国見温泉線経由で約50分。
- 公共交通機関：JR東日本秋田新幹線の雫石駅よりタクシーで約20分、田沢湖線の赤渕駅よりタクシーで約10分。

路線バスの便はない。森山荘は条件次第で宿泊客の送迎あり。